# حيرام بلاك
حيرام بلاك هو سياسي كندي، ولد في 9 أكتوبر 1837، وتوفي في 19 أكتوبر 1897. حزبياً، نشط في الحزب الليبرالي في نوفا سكوشا ‏. وقد انتخب عضو مجلس نواب نوفا سكوتيا.